# Cantó de Sent Martin de Senhans
El cantó de Sent Martin de Senhans és un cantó francès del departament de les Landes, situat al districte de Dacs. Té 8 municipis i el cap és Sent Martin de Senhans.

## Municipis
- Biarròta
- Biudòs
- Ondres
- Sent Andrèu de Senhans
- Sent Bertomiu
- Sent Laurenç de Gòssa
- Sent Martin de Senhans
- Tarnòs

## Història
| Data d'elecció                           | Identitat          | Partit | Qualitat |
| ---------------------------------------- | ------------------ | ------ | -------- |
| 1970-1988                                | André Maye         | PCF    |          |
| 1988-2008                                | Pierrette Fontenas | PCF    |          |
| 2008-                                    | Lionel Causse      | PS     |          |
| les dades anteriors no són pas conegudes |                    |        |          |
|                                          |                    |        |          |

## Demografia
| 1962   | 1968   | 1975   | 1982   | 1990   | 1999   | 2006   |
| ------ | ------ | ------ | ------ | ------ | ------ | ------ |
| 10.017 | 10.547 | 13.202 | 16.072 | 17.870 | 20.476 | 23.595 |